# Dominic Schuhmacher

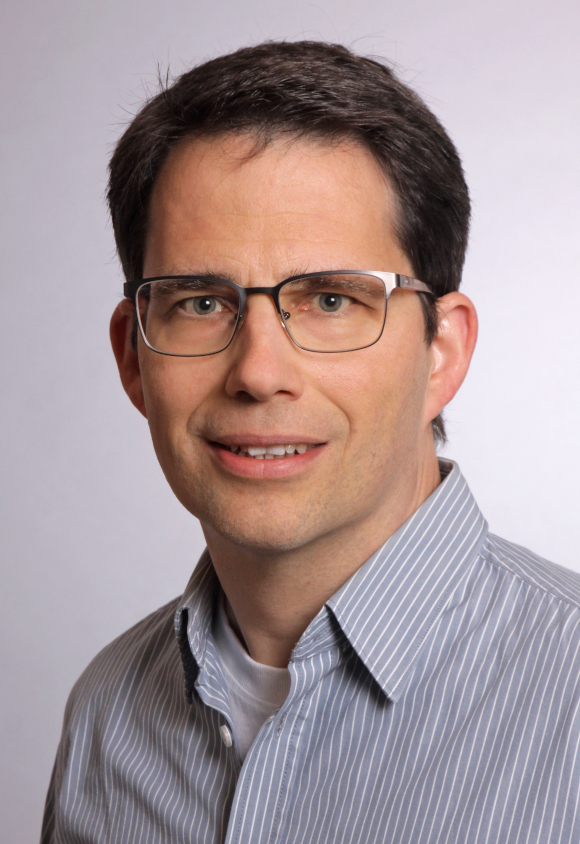
Dominic Schuhmacher 2025

Dominic Schuhmacher (* 22. April 1974 in Zürich) ist ein Schweizer Mathematiker und Hochschullehrer, der sich mit Stochastik beschäftigt.

## Leben
Schuhmacher studierte von 1994 bis 2000 Mathematik und Informatik an der Universität Zürich und wurde dort 2005 bei Andrew Barbour mit einer Arbeit zur Wahrscheinlichkeitstheorie promoviert (Titel der Dissertation: Estimation of distances between point process distibutions). Nach zwei Jahren als Postdoc an der University of Western Australia war er von 2008 bis 2013 Oberassistent an der Universität Bern, wo er sich 2013 habilitierte. Seit 2013 ist er Professor an der Georg-August-Universität Göttingen und war dort von 2015 bis 2017, sowie von 2023 bis 2025 geschäftsführender Direktor am Institut für Mathematische Stochastik.

## Arbeit
Schuhmacher beschäftigt sich mit Punktprozessen und räumlicher Statistik. Ein besonderer Schwerpunkt liegt auf der Steinschen Methode und auf Verfahren, welche auf Metriken zwischen Punktkonfigurationen aufbauen, die auf optimalen Transportproblemen basieren. Schuhmacher hat außerdem verschiedene Beiträge zur nichtparametrischen Statistik geleistet.
Darüber hinaus bearbeitet Schuhmacher konkrete statistische Fragestellungen in der Biomedizin, den Ingenieurs- und Naturwissenschaften. Er ist Maintainer und Autor mehrerer R Pakete  für räumliche statistische Methoden und optimalen Transport.